# Ян Хуэйю
Ян Хуэйю́ (кит. трад. 羊徽瑜, 214—278), известная также как Императрица Цзинсянь (景獻皇后, дословно «решительная и мудрая императрица»), полуформально известная как вдовствующая императрица Императрицы Хунсюнь (弘訓太后) — вдовствующая императрица империи Цзинь в Китае. Она была третьей женой регента Цао Вэй Сыма Ши. Её отец Ян Чай (羊茝) был генерал-губернатором, а мать — дочерью музыканта и историка империи Хань Цай Юна. Её брат Ян Ху был военачальником.
У неё не было сыновей от Сыма Ши, который не имел сыновей и от предыдущих жен и любовниц. Вследствие этого после его смерти регентом стал его брат Сыма Чжао. Учитывая достижения своего дяди, сын Сыма Чжао, Сыма Янь, основавший империю Цзинь, в 266 году почтил леди Ян титулом вдовствующей императрицы и предоставил ей дворец Хунсюнь (поэтому полуформально она известна как вдовствующая императрица Хунсюнь). Считается, что именно из-за её настойчивых просьб У-ди (Сыма Янь) дал посмертный титул императрицы Цзинхуай первой жене Сыма Ши, леди Сяхоу Хуэй. Ян Хуэйю умерла в 278 году и была похоронена с почестями, подобающими императрице, рядом со своим мужем Сыма Ши.